# Dardanelle
Dardanelle è una città degli Stati Uniti d'America situata nel centro-ovest dello Stato dell'Arkansas. È il capoluogo del distretto est della Contea di Yell. Fa parte dell'area metropolitana di Russellville.

## Società

### Evoluzione demografica
Al censimento del 2000, risultarono 4 228 abitanti, 1605 nuclei familiari e 1078 famiglie residenti in città. Ci sono 1747 alloggi con una densità di 220.4/km². La composizione etnica della città è 75.24% bianchi, 4.64% neri o afroamericani, 0.54% nativi americani, 0.43% asiatici, 0.09% originari delle isole del Pacifico, 16.65% di altre razze e 21.48% ispanici e latino-americani. Dei 1605 nuclei familiari il 32.8% ha figli di età inferiore ai 18 anni che vivono in casa, 47.9% sono coppie sposate che vivono assieme, 14.1% è composto da donne con marito assente, e il 32.8% sono non-famiglie. Il 29.2% di tutti i nuclei familiari è composto da singoli 15.3% da singoli con più 65 anni di età. La dimensione media di un nucleo familiare è di 2.56 mentre la dimensione media di una famiglia è di 3.12. La suddivisione della popolazione per fasce d'età è la seguente: 25.4% sotto i 18 anni, 9.9% dai 18 ai 24, 28.5% dai 25 ai 44, 19.7% dai 45 ai 64, e il 16.5% oltre 65 anni. L'età media è di 35 anni. Per ogni 100 donne ci sono 92.7 maschi. Per ogni 100 donne sopra i 18 anni, ci sono 86.6 maschi. Il reddito medio di un nucleo familiare è di $25,727 mentre per le famiglie è di $30,457. Gli uomini hanno un reddito medio di $21,138 contro $17,370 delle donne. Il reddito pro capite della città è di $14,583. Circa il 14.9% delle famiglie e il 19.6% della popolazione è sotto la soglia della povertà. Sul totale della popolazione il 26.5% dei minori di 18 anni e il 14% di chi ha più di 65 anni vive sotto la soglia della povertà.